# Proxy auto-config
Un proxy auto-config (PAC) è un file che permette al browser di comprendere quale proxy utilizzare per accedere ad una risorsa Web.
Consiste in un file JavaScript, di solito denominato proxy.pac o wpad.dat se si usa WPAD, contenente la funzione FindProxyForURL(url, host). L'URL identifica la risorsa cercata, mentre l'host rappresenta il server a cui viene effettuata la richiesta. La risposta è una singola stringa contenente "DIRECT" o "PROXY", quest'ultima seguita dalle informazioni relative al proxy.
All'interno del file PAC è possibile utilizzare alcune funzioni come isInNet o shExpMatch per verificare condizioni sull'hostname o sull'URL da visitare.